# Hydraena bisulcata
Hydraena bisulcata är en skalbaggsart som beskrevs av Claudius Rey 1884. Hydraena bisulcata ingår i släktet Hydraena och familjen vattenbrynsbaggar. Inga underarter finns listade i Catalogue of Life.